# اسلام‌آباد (بندزرک)
اسلام‌آباد، روستایی در دهستان بندزرک بخش بندزرک شهرستان میناب در استان هرمزگان ایران است.

## جمعیت
بر پایه سرشماری عمومی نفوس و مسکن در سال ۱۳۹۵، جمعیت این روستا برابر با ۱٬۵۷۹ نفر (۴۱۳ خانوار) بوده‌است.